# Spilus atractomorphus
Spilus atractomorphus – gatunek chrząszcza z rodziny sprężykowatych.
Owad osiąga długość 11–14 mm.
Jest to czerwonobrązowy, nieraz żółtawy chrząszcz o żółtym, długim i gęstym owłosieniu.
Cechuje się on łódkowatym, nieco wklęsłym czołem, którego długość równa się szerokości, a przedni brzeg jest zaokrąglony. Czułki są zębate, składają się z 11 segmentów. U samca sięgają tylnych kątów przedplecza. 2. segment ma kształt okrągły, a 3. zaś, trójkątny w kształcie, nie dorównuje długością kolejnemu. Ostatni wykazuje zwężenie. Całość nie sięga końca przedplecza. Górna warga półokrągła, charakteryzuje się długimi setami. Żuwaczki szerokie, występuje penicillius. Tworzą go sety.
Pronotum szersze, niż dłuższe, z przodu wykazuje ścieńczenie, a w przednich ⅔ także wypukłość. Przednie skrzydła wypukłe, zwężone w dystalnej ⅓. Kanał przedpiersia jest długi.
Na goleniach widnieją długie ostrogi. Pentagonalne scutellum o zaokrąglonym tylnym brzegu jest wydłużone.
Owad występuje w Ameryce Południowej.